# Wijnruitfamilie
De wijnruitfamilie (Rutaceae) is een familie van tweezaadlobbige planten waarvan vooral het geslacht Citrus bekend is, door de citrusvruchten en als sierplant. De familie bestaat grotendeels uit tropische heesters en bomen en bevat 1800 soorten in 160 geslachten.
Onder andere de volgende soorten worden in aparte artikelen behandeld:
- Slijmappel (Aegle marmelos)
- Witte zapote (Casimiroa edulis)
- Limoen (Citrus aurantifolia)
- Zure sinaasappel (Citrus aurantium)
- Bergamot (Citrus bergamia)
- Papeda (Citrus hystrix)
- Pompelmoes (Citrus maxima)
- Citroen (Citrus medica, synoniem: Citrus limon)
- Grapefruit (Citrus paradisi)
- Mandarijn (Citrus reticulata)
  - Clementine ((Citrus reticulata 'Clementine')
- Sinaasappel (Citrus sinensis)
- Wampi (Clausena lansium)
- Vuurwerkplant (Dictamnus albus)
- Chinese kumquat (Fortunella margarita)
- Olifantsappel (Limonia acidissima)
- Wijnruit (Ruta graveolens)
- Calamondin (Citrus ×microcarpa)

Belangrijke geslachten:
- Aegle, Amyris, Casimiroa, Choisya, Clausena, Dictamnus, Fortunella, Limonia, Melicope, Murraya, Phellodendron, Poncirus, Ptelea, Ruta, Skimmia, Tetradium, Zanthoxylum